# Transcripción (programa)
Un programa de transcripción es un programa informático que ayuda o realiza la conversión de la voz humana en texto.
El significado primario del término "software de transcripción" ha cambiado con el tiempo, con la introducción de nuevas tecnologías, como el reconocimiento natural del habla y el lenguaje. Las referencias también dependen del contexto en el que se encuentre la finalidad para la transcripción. El término "software de transcripción" puede referirse a una solución completamente automatizada, o al programa que ayuda a un humano a transcribir manualmente la palabra hablada a texto. En este último caso, se utiliza a veces el término "dictado digital".
Los programas de transcripción, como en los servicios de servicio de transcripción, se proporcionan a menudo para los negocios, asuntos legales o con fines médicos . En comparación con el contenido de audio, una transcripción a texto se puede buscar, requieres menos memoria y puede ser utilizada como un método alternativo de comunicación, como ocurre con los closed captions o subtítulos opcionales.
Los "programas" de transcripción en comparación con los "servicio" de transcripción,  se definen generalmente por la capacidad de un usuario para ejecutar todo el sistema por sí mismo en un equipo local o en el servidor, sin el uso de un proveedor de servicios. Sin embargo, el advenimiento del software como servicio y los modelos de informática en la nube desdibujan esta distinción.

## Software de transcripción digital
Cuando la transcripción se realiza de forma digital, los programas que se utilizan son los programas de transcripción digital. El software lleva a cabo la transcripción de la misma manera que lo hace el software normal. Algunos de estos programas tienen sólo un complemento de la transcripción digital. Sin embargo, hay pocos programas que son software de transcripción digital en su conjunto y tienen muchos otros módulos. Estos son compatibles con todo tipo de sistemas operativos, pero con condiciones.

## Productos de software de transcripción y vendedores
Se han construido una serie de herramientas de software de transcripción para su uso en la investigación lingüística. Se ha desarrollado otro software de transcripción para la venta comercial, incluido el de esta lista de empresas y productos:
- Transcripción+
- easytranscript[1]
- Nuance - Dictaphone
- Nuance - Dragon NaturallySpeaking
- Nuance - DESCRIPCIÓN
- Nuance - MacSpeech Scribe
- Nuance - PowerScribe
- Scribe Healthcare Technologies
- pmTrans Archivado el 8 de enero de 2018 en Wayback Machine.
- oTranscribe

## YouTube
Youtube ofrece a todos sus usuarios, un servicio de transcripción (y traducción automática de la transcripción a otro idioma) para vídeos.

## Google Docs
La herramienta para procesar texto de Google, Google docs ofrece la posibilidad de introducir texto mediante voz si se hace a través del navegador Chrome. 